# Album für die Jugend
Az Album für die Jugend vagy Jugendalbum (Ifjúsági album), op. 68,  Robert Schumann műve, melyet 1848-ban komponált három lányának. Az albumban 43 magas művészi értékű, könnyű darab van. Mindegyikük körülbelül  egyperces, és karakterére utaló címet visel.

## A darabok
1. Dallam (Melodie)
2. Katonainduló (Soldatenmarsch)
3. Dúdoló nóta (Trällerliedchen)
4. Korál (Ein Choral)
5. Kis darab (Stückchen)
6. Szegény árva (Armes Waisenkind)
7. Vadásznóta (Jägerliedchen)
8. Szilaj lovas (Wilder Reiter)
9. Kis népdal (Volksliedchen)
10. Hazatérő vidám földműves (Fröhlicher Landmann)
11. Siciliano (Sizilianisch)
12. Télapó (Kneecht Ruprecht)
13. Május, édes május (Mai, lieber Mai)
14. Kis tanulmány (Kleine Studie)
15. Tavaszi ének (Frühlingsgesang)
16. Első bánat (Erster Verlust)
17. Kis reggeli vándor (Kleiner Morgenwanderer)
18. Aratódalocska (Schnitterliedchen)
19. Kis románc (Kleine Romanze)
20. Falusi dal (Ländliches Lied)
21. * * * (címtelen)
22. Körének (Rundgesang)
23. Aratódalocska (Schnitterliedchen)
24. Színházi utóhangok (Nachklänge aus dem Theater)
25. * * * (címtelen)
26. Kánonikus dalocska (Kanoisches Liedchen)
27. Emlékezés (F. M. halála napja, 1847. nov. 4.) (Erinnerung) – Felix Mendelssohn halálának emlékére
28. Idegen ember (Fremder Mann)
29. * * * (címtelen)
30. Harci dal (Kriegslied)
31. Sheherezade (Seherezád)
32. „Szüretidő – boldog idő!” (Weinlesezeit – fröhliche Zeit!)
33. Téma (Thema)
34. Mignon
35. Olasz tengerészek dala (Lied italienischer Marinari)
36. Tengerészdal (Matrosenlied)
37. Télidő I. (Winterszeit I.)
38. Télidő II. (Winterszeit II.)
39. Kis fúga (Kleine Fuge)
40. Skandináv dal (Üdvözlet G-nek) (Nordisches Lied) (Niels Gade-nek ajánlva)
41. Figurált korál (Figuierter Choral)
42. Szilveszteri dal (Sylvesterlied)

## Külső hivatkozások
- Album für die Jugend: ingyen kották az International Music Score Library Project weboldalán